# Wiershorst
Wiershorst war bis zum 31. Mai 1973 eine Gemeinde im Kreis Salzwedel im Bezirk Magdeburg, Deutsche Demokratische Republik.

## Geschichte
Am 1. April 1935 wurden die Gemeinden Deutschhorst (mit Ortsteil Nipkendey) und Wiersdorf im Landkreis Salzwedel zu einer Gemeinde mit dem Namen Wiershorst zusammengeschlossen. Nipkendey war bei der Auflösung des Gutsbezirks Deutschhorst am 17. Oktober 1928 zur Landgemeinde Deutschhorst gekommen.
Der Sitz der Gemeinde war in Deutschhorst.
Im Jahre 1945 wurden im Zuge der Bodenreform 305 Hektar enteignet und auf 37 Siedler aufgeteilt. Im Jahre 1948 wurde über 38 Erwerber aus der Bodenreform berichtet, davon 30 Neusiedler.
Im Jahre 1953 entstand die erste Landwirtschaftliche Produktionsgenossenschaft vom Typ III, die  LPG „Morgenrot“, die 1955 an LPG vom Typ III „Erich Weinert“ in Ellenberg angeschlossen wurde. Im Jahre 1958 wurde die LPG „Glückauf“ vom Typ I eingerichtet, die dann 1958 ebenfalls an die LPG „Erich Weinert“ in Ellenberg angeschlossen wurde.

## Eingemeindung
Am 1. Juni 1973 wurde die Gemeinde Wiershorst in die Gemeinde Ellenberg eingemeindet. Damit wurde sie aufgelöst und ihre Ortsteile Deutschhorst, Wiersdorf und Nipkendey kamen zu Ellenberg.

## Bevölkerung
| Jahr | Einwohner |
| ---- | --------- |
| 1939 | 194       |
| 1946 | 359       |

| Jahr | Einwohner |
| ---- | --------- |
| 1964 | 202       |
| 1971 | 198       |